# Nicolet—Yamaska
Pour les articles homonymes, voir Nicolet (homonymie) et Yamaska.
Nicolet—Yamaska fut une circonscription électorale fédérale située dans la région du Centre-du-Québec au Québec, représentée de 1935 à 1968.
La circonscription a été créée en 1933 à partir de Nicolet et de Yamaska. Abolie en 1966, elle fut redistribuée parmi les circonscriptions de Lotbinière, Drummond et Richelieu

## Géographie
En 1933, la circonscription de Nicolet—Yamaska comprenait:
- Le comté de Nicolet, excepté les localités de Lemieux, Sainte-Cécile-de-Lévrard, Saint-Joseph-de-Blandford, Sainte-Marie-de-Blandford, Saint-Pierre-les-Becquets, Sainte-Sophie-de-Lévrard et Manseau
- Le comté de Yamaska, sauf le village de Saint-Michel

En 1952, la circonscription comprenait:
- La ville de Nicolet
- Le comté de Yamaska
- Les paroisses de Saint-Edmond-de-Grantham, Saint-Majorique-de-Grantham, Sainte-Anne-du-Sault, Maddington, Daveluyville et Saint-Marcel

## Députés
1. 1935-1948 — Lucien Dubois, Libéral (1930-1945) et Libéral indépendant (1945)
2. 1949¹-1949 — Renaud Chapdelaine, Progressiste-conservateur
3. 1949-1957 — Maurice Boisvert, Libéral
4. 1957-1962 — Paul Comtois, Progressiste-conservateur
5. 1962-1966 — Clément Vincent, Progressiste-conservateur
6. 1966¹-1968 — Florian Côté, Libéral (député jusqu'en 1979)

- ¹ = Élections partielles